# Challenger de Trieste 2022
El torneo Internazionali di Tennis Città di Trieste 2022 fue un torneo de tenis que perteneció al ATP Challenger Tour 2022 en la categoría Challenger 100. Se trató de la 3ª edición; el torneo tuvo lugar en la ciudad de Trieste (Italia), desde el 18 de julio hasta el 24 de julio de 2022 sobre pista de tierra batida al aire libre.

## Jugadores participantes del cuadro de individuales
| Favorito | País                  | Jugador                    | Rank1 | Posición en el torneo |
| -------- | --------------------- | -------------------------- | ----- | --------------------- |
| 1        | Bandera de Eslovaquia | Norbert Gombos             | 112   | Cuartos de final      |
| 2        | Bandera de Italia     | Franco Agamenone           | 144   | Cuartos de final      |
| 3        | Bandera de Italia     | Gianluca Mager             | 147   | Primera ronda         |
| 4        | Bandera de Austria    | Dennis Novak               | 153   | Primera ronda         |
| 5        | Bandera de Italia     | Marco Cecchinato           | 154   | Segunda ronda         |
| 6        | Bandera de Serbia     | Nikola Milojević           | 156   | Primera ronda         |
| 7        | Bandera de Argentina  | Santiago Rodríguez Taverna | 161   | Segunda ronda         |
| 8        | Bandera de Francia    | Alexandre Müller           | 162   | Semifinales           |

- 1 Se ha tomado en cuenta el ranking del 11 de julio de 2022.

### Otros participantes
Los siguientes jugadores recibieron una invitación (wild card), por lo tanto ingresan directamente al cuadro principal (WC):
- Mattia Bellucci
- Marco Cecchinato
- Matteo Gigante

Los siguientes jugadores ingresan al cuadro principal tras disputar el cuadro clasificatorio (Q):
- Andrey Chepelev
- Ernests Gulbis
- Lukas Neumayer
- Giovanni Oradini
- Samuel Vincent Ruggeri
- Zhang Zhizhen

## Campeones

### Individual Masculino
- Francesco Passaro derrotó en la final a  Zhang Zhizhen, 4–6, 6–3, 6–3

### Dobles Masculino
- Diego Hidalgo /  Cristian Rodríguez derrotaron en la final a  Marco Bortolotti /  Sergio Martos Gornés, 4–6, 6–3, [10–5]